# 正親司
正親司（おおきみのつかさ）は、日本古代の律令制において宮内省に属する機関の一つである。
「おおきんだちのつかさ」とも。

## 職掌
正親司は皇籍を管理し皇族への給与（季禄・時服）に関する事務を執り行う。令制以前にはこのような機関は無く、唐の律令制における宗正寺（そうせいじ）を模倣したと考えられる。司であるにもかかわらず他の司のように統廃合されることがなく､逆に別当が正の上に置かれた。別当は貴族がつとめその機関を総裁する職で寮に置かれることが多く､司では他に内膳司にしか置かれていない。このことから、この機関は時代が下っても重要な存在であったことがうかがい知れる。

## 職員
- 別当　設置時期不詳　正親司の総裁
- 正（正六位上相当　唐名:宗正尹、宗親、宗正卿、内宗外宗）1名
  - 皇族の名簿を管理するため、長官の正には奈良時代には王が任命されることが多く、平安時代以後は代々白川家（花山源氏）が任じられたともされるが、白川の家号が成立した後に、白川家の者が代々、正親正に任じられた事例はないという指摘もある[1]。
- 佑（従七位下相当　唐名:宗正丞）1名
- 史（唐名:宗正主簿、宗正録事）
  - 大令史（大初位上相当）1名
  - 少令史（大初位下相当）1名
- 使部　10名
- 直丁　1名

また延暦15年（796年）の8月に、史生が2名加えられた。